# Governança global
Governança global ou mundial é um movimento transnacional, com o objetivo de negociar respostas a problemas que afetam mais de um Estado ou região. Instituições de governança global - as Nações Unidas, o Tribunal Penal Internacional, o Banco Mundial, etc. - tendem a ter um poder limitado ou demarcado para impor o cumprimento de suas regras. A questão moderna da governança mundial existe no contexto da globalização dos regimes de poder: política, econômica e culturalmente. Em resposta à aceleração da interdependência em escala mundial, tanto entre as sociedades humanas como entre a humanidade e a biosfera, o termo "governança global" também pode ser usado para denominar o processo de designação de leis, regras ou regulamentos destinados a uma escala global.
A governança global não é um sistema singular. Não existe um "governo mundial", mas os muitos regimes diferentes de governança global têm pontos em comum:

"Embora o sistema contemporâneo de relações políticas globais não esteja integrado, a relação entre os vários regimes de governança global não é insignificante e o sistema tem uma forma organizacional dominante comum. O modo dominante de organização hoje é burocrático racional - regularizado, codificado e racional. É comum a todos os regimes modernos de poder político e enquadra a transição da soberania clássica a qual David Held descreve como o segundo regime de soberania - a soberania internacional liberal.